# ماتيوز كوالتشيك
ماتيوز كوالتشيك (بالبولندية: Mateusz Kowalczyk) مواليد 3 مايو 1987 في كرزنو، بولندا، هو لاعب كرة مضرب بولندي بدأ مسيرته كمحترف سنة 2005 يلعب باليد اليمنى. أعلى تصنيف له في الفردي كان المركز الـ 694 في سنة 2009.

## وصلات خارجية
- الموقع الرسمي